# آلان أوريلي
آلان أوريلي (بالفرنسية: Alain Oreille)‏ مواليد 22 أبريل 1953، هو سائق راليات فرنسي سابق بدأ مسيرته في سنة 1984. كان أول رالي له هو رالي كورسيكا 1984. شارك في بطولة العالم للراليات. فاز بـ سباق رالي واحد. صعد على المنصة مرتان خلال مسيرته.

## فرق مثلها
- مجموعة رينو

## روابط خارجية
- آلان أوريلي على موقع Rallye-info.com (الإنجليزية)
- آلان أوريلي على موقع eWRC-results.com (الإنجليزية)